# 言経卿記
『言経卿記』（ときつねきょうき）は、安土桃山時代の公家の山科言経による日記。天正4年（1576年）から慶長13年（1608年）まで30年以上書かれたが、天正年間に一部欠落がある。詰将棋に関する最古の記録もある。『大日本古記録』（東京大学史料編纂所）に所収している。